# Maria Bard
Maria Luise Bard (Schwerin, 7 luglio 1900 – Potsdam, 24 gennaio 1944) è stata un'attrice tedesca.

## Biografia
Nel 1917 si formò presso l'Accademia di musica di Berlino e durante il 1918 lavorò impartendo lezioni di pianoforte, grazie alle quali pagò le spese necessarie alla sua formazione di attrice.
Esordì nel cinema nel 1924 con lo pseudonimo Migo Bard, nel film Die Radio Heimat, e nello stesso anno approdò al teatro bavarese Münchner Kammerspiele. Nel 1926 passò al Deutsches Theater di Berlino e poi a Vienna, al Theater in der Josefstadt. Nel 1928 recitò nel monologo XYZ. Spiel zu Dreien di Klabund.
Sue interpretazioni cinematografiche di maggiore rilievo furono nei film Berlin Alexanderplatz del 1931 e L'uomo senza nome del 1932, nel quale recitò accanto al marito Werner Krauss (sposato nel 1931, dopo il divorzio dal primo marito). Nel 1940 si separò da Krauss e sposò l'attore austriaco Hannes Stelzer.
Si suicidò nel 1944 a Potsdam e fu sepolta nel Waldfriedhof di Caputh.

## Filmografia
- Die Radio Heirat, regia di Wilhelm Prager (1924)
- Nju (Nju - Eine unverstandene Frau), regia di Paul Czinner (1924)
- Berlin Alexanderplatz, regia di Phil Jutzi (1931)
- L'uomo senza nome (Mensch ohne Namen), regia di Gustav Ucicky (1932)
- Serata tragica (Premiere), regia di Géza von Bolváry (1937)
- Kapriolen, regia di Gustaf Gründgens (1937)
- Die Gute Sieben, regia di Wolfgang Liebeneiner (1940)
- Über alles in der Welt, regia di Karl Ritter (1941)
- Kleine Mädchen - große Sorgen, regia di Boleslaw Barlog (1941)
- Ghepeù (GPU), regia di Karl Ritter (1942)